# Ragnhild Hveger
Ragnhild Tove Hveger-Andersen (10 de dezembro de 1920 – 1 de dezembro de 2011) foi uma ex-nadadora olímpica dinamarquesa. Ela ganhou a medalha de prata nos 400 metros livres no Jogos Olímpicos de 1936, realizado em Berlim.
Foi recordista mundial dos 200 metros costas entre 1937 e 1938 ; dos 200 metros livres entre 1938 e 1956; dos 400 metros livres entre 1937 e 1956 ; dos 800 metros livres entre 1936 e 1953; e dos 1500 metros livres entre 1938 e 1955.